# Zev Bufman

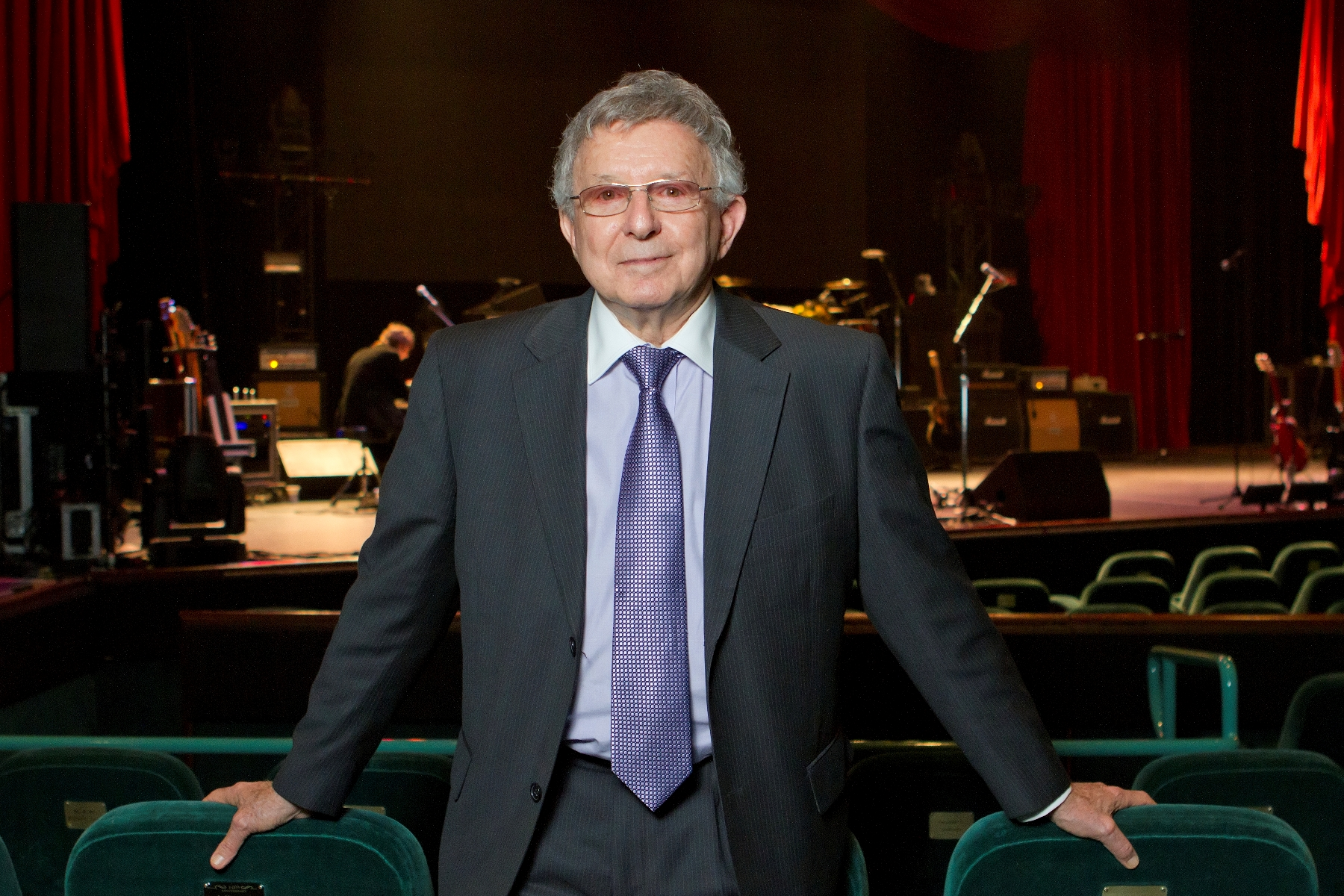
Zev Bufman

Zev Bufman (später Zev Buffman) (hebräisch זאב בופמן‎, geboren am 11. Oktober 1930 in Tel Aviv; gestorben am 31. März 2020 in Seattle) war ein israelischer Schauspieler und Theaterproduzent.

## Leben und Arbeit
Zev Bufman war der Sohn von Mordekhai und Hayah (Torban) Bufman. Sein Debüt als Bühnenschauspieler hatte er 1950 in Tel Aviv, ging aber bereits 1951 in die Vereinigten Staaten, wo er ab 1958 auch als Produzent arbeitete, u. a. am New Yorker Broadway. Seinen Standort hatte er zunächst in Kalifornien und später in Florida. 1973 produzierte er nach dem gleichnamigen Bestseller von Desmond Morris den Film The Naked Ape.
Bufman war in erster Ehe mit Leah Debora Habas verheiratet, von der er geschieden wurde. In zweiter Ehe war er mit Vilma Greul Auld verheiratet.

## Broadwayproduktionen (Auswahl)
- 1962 ‒ The Egg
- 1967/68 ‒ Spofford
- 1968/69 ‒ Jimmy Shine (mit Dustin Hoffman)
- 1970/71 ‒ Paul Sills’ Story Theatre
- 1979–81‒ Peter Pan
- 1979/80 ‒ Oklahoma!
- 1980 ‒ West Side Story
- 1980/81 ‒ Brigadoon
- 1981 ‒ The Little Foxes (mit Elizabeth Taylor und Maureen Stapleton)
- 1982/83 ‒ Joseph and the Amazing Technicolor Dreamcoat
- 1983 ‒ A View From the Bridge
- 1983 ‒ Private Lives (mit Elizabeth Taylor und Richard Burton)
- 2009 ‒ Blithe Spirit